# یوری گلازکوف
یوری گلازکوف (به انگلیسی: Yury Glazkov) فضانورد اهل اتحاد شوروی است که در ۲ اکتبر ۱۹۳۹ در مسکو زاده شد. وی در مأموریت سایوز ۲۴ حضور داشته است.